# Крунов, Михаил Анатольевич
Миха́ил Анатольеви́ч Круно́в (4 декабря, 1954, Москва) — российский художник, живописец.

## Биография
В 1981 г. окончил художественно-графический факультет Московского государственного педагогического институтат.
С 1982 года является членом Молодёжного объединения МОСХ.
В 1991 года он был принят в Союз художников СССР.

## Творчество
Живописный стиль Крупнова определяют на стыке фигуратива и абстракции. Как говорит сам художник, в своих работах он постоянно проверяет границы живописи. Когда-то главными героями его картин были деревья и птицы, потом — «крупная геометрия».

## Избранные выставки
- 2025 — «Теоремы и леммы Михаила Крунова». Галерея «МастАРТ», Москва[4]
- 2018 — «Поверхность». Галерея Нади Брыкиной, Москва[5]
- 2016 — «Формула формы». ЦДХ, Москва[6]
- 2003 — групповая выставка «Абстракция в России ХХ в.». Государственный Русский Музей, Санкт-Петербург / Государственная Третьяковская Галерея, Москва
- 1991 — «Седьмое триеннале», Академия Лалит Кала, Дели
- 1991 — «АРТ МИФ 2.», Московская международная художественная ярмарка, Центральный выставочный зал «Манеж», Москва
- 1990 — «НТР в изобразительном искусстве», Дом художника на Кузнецком мосту, Москва
- 1990 — «Советско-английская групповая выставка», ЦДХ, Москва
- 1990 — «Истоки. Акция», выставка по городам Cредиземноморья, Турция, Италия, Израиль
- 1990 — Биеннале «Азия-Европа», Анкара
- 1990 — «Живопись на бумаге», Москва, Лондон
- 1989 — «Экология-89», 1-я международная выставка-манифестация, Варшава
- 1988 — «Всесоюзная молодёжная выставка», Москва
- 1988 — «Натюрморт и интерьер», Ленинград
- 1984 — «Весенняя выставка московских художников», Москва
- 1983 — «Мы за мир. Весенняя выставка московских художников», Москва[7]

## Работы находятся в собраниях
- Государственный Русский музей, Санкт-Петербург
- Государственный театральный музей им. Бахрушина, Москва
- Музей нонконформизма, Москва[8]
- Музей Марка Шагала, Витебск[9]
- Museo Civico di Padova, Италия[1]
- Частные коллекции в России, США, Великобритании, Франции, Италии, Греции, Польше[10]